# Camaridium allenii
Camaridium allenii är en orkidéart som först beskrevs av Louis Otho Otto Williams, och fick sitt nu gällande namn av Mario Alberto Blanco. Camaridium allenii ingår i släktet Camaridium och familjen orkidéer.
Artens utbredningsområde är Panamá. Inga underarter finns listade i Catalogue of Life.